# Lusasken, Hälsingland
Lusasken är en sjö i Ljusdals kommun i Hälsingland och ingår i Ljusnans huvudavrinningsområde.